# Carl August von der Meden

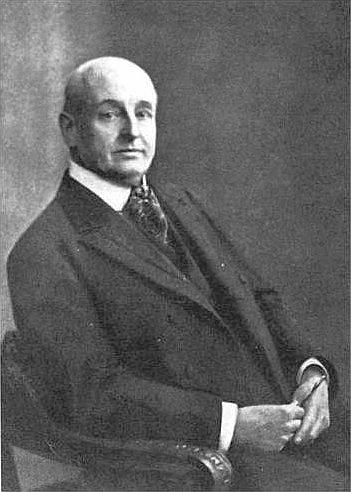
Von der Meden

Carl August von der Meden (* 6. Dezember 1841 in Hamburg; † 23. Mai 1911) war von 1902 bis zu seinem Tod erster Präsident des Deutschen Tennis Bundes.

## Leben
Von der Meden wurde 1841 in eine Hamburger Kaufmanns- und Maklerfamilie geboren. Ab etwa 1864 begab er sich auf eine mehrjährige Weltreise, um seine weitverzweigte Verwandtschaft zu besuchen. Am 9. August 1868 heiratete er im englischen Bradford Sophie Eckhard. In den folgenden Jahren hielt er sich in England auf, wo seine Kinder Sophie Elisabeth Gertrude (* 1869), Else (* 1871), Evelyn Lilian Thekla (* 1872) und Carl August (* 1875) zur Welt kamen. Dort lernte er das 1874 von Walter Clopton Wingfield erfundene moderne Tennis kennen.

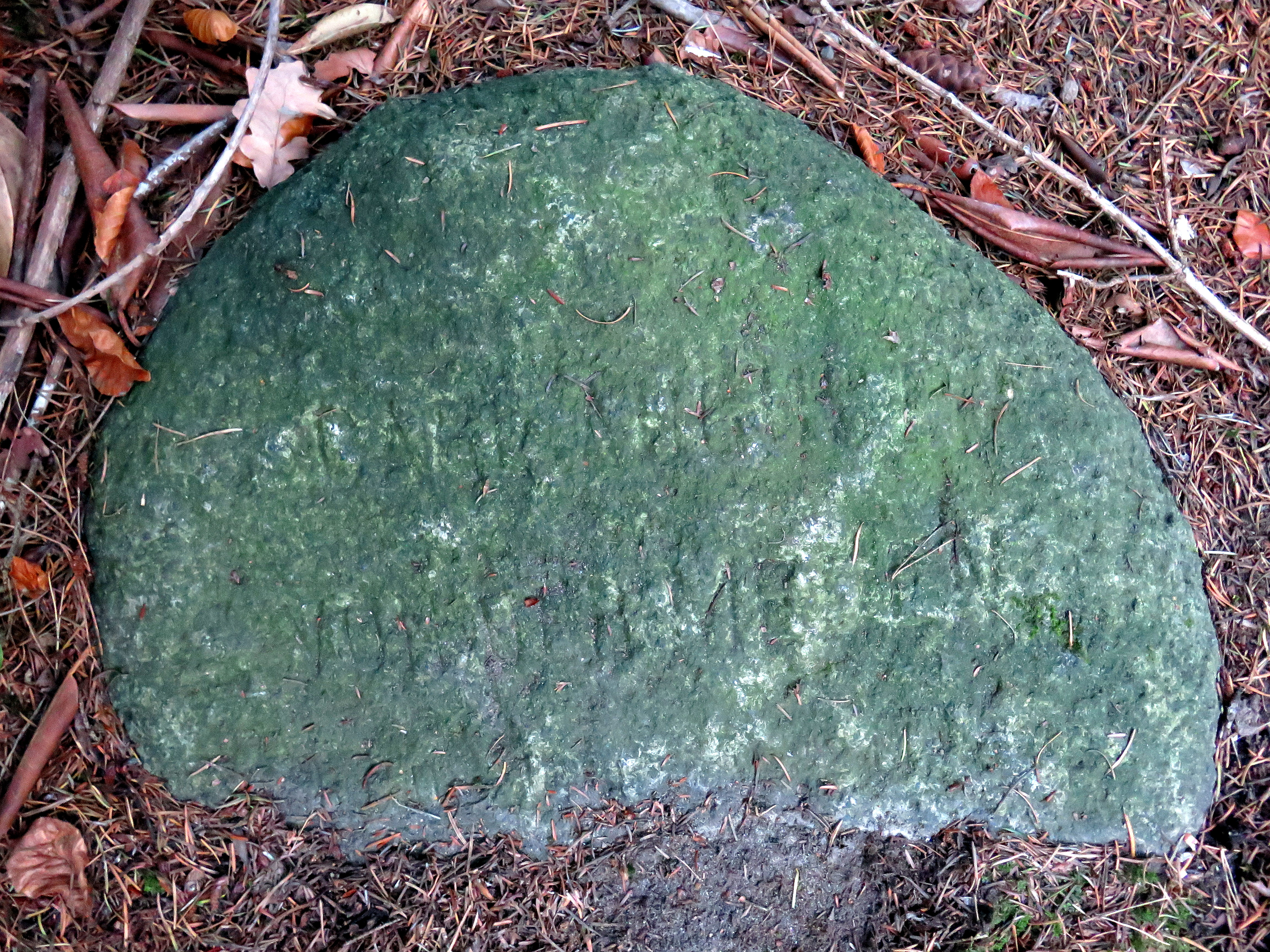
Grab von Carl August von der Meden auf dem Ohlsdorfer Friedhof

Spätestens 1881 kehrte er nach Hamburg zurück. Er wurde erster Vorsitzender des „Eisbahn-Vereins auf der Uhlenhorst“. Auf seine Initiative wurde im Sommer Tennis gespielt. 1895 veröffentlichte von der Meden einen Leitfaden zur Veranstaltung von Lawn-Tennis-Turnieren.
Im Januar 1902 konstituierte sich die „Hamburger Lawn-Tennis-Gilde“ mit dem Ziel, Turniere zu veranstalten. Von der Meden wurde zum ersten Vorsitzenden, zum Stellvertreter Carl Maas (für den „Eisbahnverein vor dem Dammthor“) und Friedrich Adolf Traun zum Schriftführer gewählt.  Ab August 1902 richtete die Tennis-Gilde die „Meisterschaften von Deutschland“ aus, an deren erster Auflage auch von der Meden aktiv teilnahm.
Von der Meden betrieb erfolgreich die Gründung des Deutschen Tennis Bundes im Mai 1902 in Berlin und wurde zu dessen erstem Präsidenten gewählt. 
Er starb 1911 im Alter von 69 Jahren. Die Mannschafts-Saisonspiele im Tennis in Deutschland werden zu seinem Gedenken Medenspiele genannt.
Carl August von der Meden wurde im Bereich der Familiengrabstätte auf dem Ohlsdorfer Friedhof in Hamburg im Planquadrat X 24 (Stiller Weg nordwestlich Kapelle 2) beigesetzt.

## Werke
Leitfaden zur Veranstaltung von Lawn-Tennis-Turnieren. Verlag Spiel und Sport, (ohne Jahr)